# خوانا نونيز دي لارا
خوانا نونيث دي لارا (1351-1286) هي ابنة خوان نونيث دي لارا البدين وتيريزا دياث الثانية دي هارو، والمعروف بـ لا بالوميلا أو ليدى لارا.

## الزواج
كانت متزوجة أولا من إنفانتي إنريكي ابن فرناندو الثالث ملك قشتالة وزوجته الأولى إليزابيث الألمانية؛ لم يكن لديهم أبناء، إنريكي توفي في 1304، وترك خوانا أرملة.
ثم تزوجت من فرناندو دي لا سيردا ابن إنفانتي فرناندو وبلانش الفرنسية؛ وأنجبت له:-
- خوان نونيز دي لارا (1313-1350)، تزوج من ماريا دي هارو.
- بلانكا نونيز دي لارا (1311-1347)، متزوجة من خوان مانويل أمير بليانة، [2] وهي والدة خوانا مانويل قرينة إنريكي الثاني ملك قشتالة ووالدة خوان الأول ملك قشتالة .
- مارغريت نونيز دي لارا، راهبة
- ماريا نونيز دي لارا، تزوجت شارل الثاني من ألونسون ووالدة شارل الثالث من ألونسون.

زوجها توفي في 1322، وهي توفيت في 1351 في بالِنْسِيَة.